# Dollarisation
La dollarisation est l'adoption par un État du dollar américain comme monnaie d'échange officielle, et l'abandon concomitant de la monnaie nationale. On parle également de dollarisation pour évoquer le fait que le dollar américain serve de monnaie pour les échanges internationaux.
Elle est souvent pratiquée par des petits États. La dollarisation prend deux formes : la dollarisation intégrale, où le dollar remplace totalement la monnaie nationale, et la dollarisation partielle, où la monnaie nationale subsiste à côté du dollar. En outre, elle peut résulter d’une politique délibérée d’un état, ou résulter de la défiance de la population à l’égard de la monnaie nationale.

## Concept
La dollarisation est, au sens strict, l’abandon d’une monnaie domestique au profit du dollar américain.
Par analogie et pour éviter l'ambiguïté terminologique en français, Ponsot a proposé en 2005 le terme de « xénomonétisation » sans toutefois que ce terme se diffuse. Le terme d'euroïsation a été introduit depuis les années 2000, et désigne l'utilisation de l'euro en dehors de la zone euro, zone qui regroupe des pays ayant accepté les principes de convergence économique de cette zone monétaire. On peut également parler, selon le cas, de dollarisation ou d'euroïsation partielle lorsque deux ou plusieurs monnaies sont utilisées conjointement sur un même territoire.
Considérer qu’une économie est dollarisée ne suffit pas à préciser le degré d’imprégnation de la devise étrangère dans les pratiques monétaires d’une économie. Il existe une multitude de régimes de dollarisation. On parle en effet de dollarisation à propos des économies où une monnaie étrangère circule parallèlement à la monnaie domestique, mais également pour évoquer les économies dépourvues de monnaie propre et dans lesquelles le dollar est la seule monnaie en circulation.
Il importe également de distinguer les pays où c’est une décision politique qui a amené à opter pour le dollar de situation (dollarisation officielle) des pays où la dollarisation est apparue de facto, signant une défiance de la population vis-à-vis de la monnaie nationale.
En tant que la dollarisation prive le pays de toute souveraineté monétaire, elle a souvent été adoptée comme moyen de dernier ressort par des États convaincus de ne pas pouvoir gérer leur propre monnaie.

## Pays concernés

### Substitution totale
Îles Vierges britanniques (émet également des pièces de collection des Îles Vierges britanniques non utilisées dans les échanges, indexées sur le dollar des États-Unis).
Caraïbes néerlandaises (depuis le 1er janvier 2011).
Îles Marshall (émet depuis 1986 des pièces de collection non utilisées dans les échanges, indexées sur le dollar américain).
États fédérés de Micronésie (depuis 1944).
Palaos (depuis 1944 ; émet des pièces de collection palaos, non utilisées dans les échanges, indexées sur le dollar des États-Unis depuis 1992).
Îles Turks et Caicos (émet des pièces de collection, libellées en « couronnes » et indexées sur le dollar des États-Unis depuis 1969).

### Substitution partielle
Argentine (à ce jour, pour les achats importants tels que l'achat de propriétés).
Bahamas (le dollar bahaméen est fixé à 1:1 mais le dollar américain est accepté)
Barbade (le dollar barbadien est fixé à 2:1 mais l'USD est accepté)
Belize (le dollar bélizien est fixé à 2:1 mais l'USD est accepté)
Bermudes (le dollar bermudien est fixé à 1:1 mais l'USD est accepté)
Cambodge (le riel cambodgien est utilisé pour de nombreuses transactions officielles, mais la plupart des entreprises traitent exclusivement en dollars, sauf pour les articles les moins chers. La monnaie est souvent rendue en dollars américains et en riel cambodgien. Les distributeurs automatiques de billets délivrent des dollars américains plutôt que des riel cambodgiens)[45][46]
Canada (une petite quantité de pièces de monnaie américaines circule parallèlement au dollar canadien et est acceptée au pair par la plupart des détaillants, des banques et des distributeurs automatiques de pièces de monnaie).
Congo-Kinshasa (de nombreuses institutions acceptent à la fois le franc congolais et le dollar américain)
Costa Rica (utilisée avec le colón costaricien)
Timor oriental (utilise ses propres pièces)
Équateur (depuis 2000. Utilise également ses propres pièces)
Salvador (le dollar américain et le bitcoin ont tous deux cours légal)
Haïti (utilise le dollar américain avec sa monnaie nationale, la gourde).
Honduras (utilisé avec le lempira hondurien)
Irak (avec le dinar irakien)
Liban (avec la livre libanaise)
Liberia (a utilisé exclusivement le dollar américain pendant une période de son histoire).
Corée du Nord (avec le renminbi, l'euro et le won nord-coréen)
Panama (depuis 1904. Utilise également ses propres pièces)
Somalie (avec le shilling somalien)
Uruguay (la monnaie principale demeure le peso uruguayen)
Venezuela (avec le bolívar vénézuélien ; en raison de l'hyperinflation, le dollar est utilisé pour des achats tels que les appareils électriques, les vêtements, les pièces détachées de voitures et la nourriture).
Vietnam (avec le đồng vietnamien)
Zimbabwe depuis 2020 (avec le rand sud-africain, la livre sterling, le pula du Botswana, le yen japonais, plusieurs autres devises et les pièces et billets d'obligations libellés en dollars américains).

## Effets
Cette évolution a des conséquences profondes pour l'économie du pays, puisque l'État se trouve privé de tout ou partie de sa souveraineté monétaire et donc sa capacité à ajuster les fluctuations de l'économie par une politique monétaire et de taux de change. Il ne peut plus faire de création monétaire afin de réguler son endettement par les mécanismes d'inflation et de déflation ; il perd la capacité à dévaluer ou à réévaluer sa monnaie ; et c'est aussi une perte économique car il y a perte du seigneuriage inhérent à la création de monnaie par une banque centrale.
Lorsque la confiance dans la monnaie nationale diminue, les agents économiques s'en éloignent, affaiblissant ainsi la souveraineté des autorités. On dit que «la bonne monnaie chasse la mauvaise». Lorsque le gouvernement décide l'adoption totale du dollar comme monnaie officielle, il opte pour un abandon délibéré d’une partie de sa souveraineté, souvent dans l’espoir de trouver une stabilité institutionnelle,. Bien que suscitant des inquiétudes politiques, le régime de dollarisation choisi par un état assure une monnaie stable, perçue comme indépendante de manipulations favorisant les élites, renforçant ainsi la pérennité politique et économique du pays.
La stabilité et la force du dollar sont invoquées par les gouvernements qui optent pour ce choix. En général, une fois un pays dollarisé, le phénomène est présenté comme difficilement réversible sinon au prix d'un changement radical de politique.[source insuffisante]
Le phénomène de dollarisation est décrié par le mouvement altermondialiste car il porte atteinte à la souveraineté des États économiquement faibles, mais présente aussi certains avantages économiques (crédibilité internationale, facilité des échanges).[source insuffisante]Il y a « dollarisation rampante», quand, dans un pays, le pourcentage des dépôts bancaires en dollars américains s'approche ou dépasse le taux de 50 %.

## Histoire
L'un des premiers pays à « dollariser » son économie monétaire fut le Panama dès 1904. Le Libéria, pour des raisons historiques, vivait jusqu'en 1994, sous le régime de la dollarisation à parité fixe.

### Autres unions monétaires et zones à communauté d'intérêt monétaire
Nouvelle-Zélande (Dollar néo-zélandais)
- Nouvelle-Zélande
- Îles Cook
- Niue
- Tokelau
- Îles Pitcairn

Australie (Dollar australien)
- Australie
- Kiribati
- Nauru
- Tuvalu

Afrique du Sud (Rand)
- Afrique du Sud
- Eswatini
- Namibie
- Lesotho
- Zimbabwe

Russie (Rouble)
- Russie
- Abkhazie (non reconnue internationalement)
- Ossétie du Sud-Alanie (non reconnue internationalement)
- Transnistrie  (non reconnue internationalement)

Suisse (Franc suisse)
- Suisse
- Liechtenstein
- Büsingen am Hochrhein (Allemagne)
- Campione d'Italia (Italie)

Singapour
- Singapour
- Brunei

Grande Bretagne (Livre Sterling)
- Royaume-Uni (Angleterre, Pays de Galles, Écosse, Irlande du Nord)
- Gibraltar
- Île de Man
- Guernesey
- Jersey
- Territoire antarctique britannique
- Territoire britannique de l'océan Indien
- Sainte-Hélène, Ascension et Tristan da Cunha
- Géorgie du Sud-et-les îles Sandwich du Sud
- Îles Malouines

 Inde (Roupie)
- Inde
- Bhoutan
- Népal

### Unions monétaires internationales existantes
- Euro
- Communauté économique et monétaire de l'Afrique centrale : Franc CFA (CEMAC) lié à l'euro ;
- Union économique et monétaire ouest-africaine : Franc CFA (UEMOA) lié à l'euro et le passage à l'eco (2020)
- Organisation des États de la Caraïbe orientale : Dollar des Caraïbes orientales lié au dollar américain.